# Bacabal
Bacabal är en ort och kommun och i delstaten Maranhão i den nordöstra regionen i Brasilien. Folkmängden i centralorten var år 2010 cirka 78 000, med totalt cirka 102 000 invånare i hela kommunen år 2014. Bacabal ligger vid floden Rio Mearim.